# Кодава
Кодава (кодава такк и каннада: ಕೊಡವ, англ. Coorgs) — этническая группа, проживающая в районе Кодагу, в штате Карнатака на юге Индии. Традиционно по роду занятий являются земледельцами и говорят на языке кодава. По религиозным убеждениям большинство кодава — индуисты. Однако лишь немногие из них строго следуют ведийским канонам, традиционно продолжая придерживаться пантеистических верований (поклоняются силам природы), и следуют культу предков. Кодава считают себя потомками кшатриев, от которых с древнейших времён они унаследовали право на ношение и использование оружия, а также их боевые традиции. Кодава патрилинейны, практикуют экзогамию семьи и кастовую эндогамию.

## Популяция и территориальное размещение
Кодава насчитывают около 100 тысяч человек, что составляет примерно одну пятую от общего числа населения района Кодагу (более 500 тысяч человек). Кодава являются народом, исконно проживавшим на данной территории, собственно название района было образовано от названия этого народа. Однако район Кодагу не является единственным местом проживания данного народа: многие люди кодава мигрировали в сопредельные районы, в другие индийские города и регионы (Бангалор, Майсур, Мангалор, Ути, Ченнаи, Мумбаи, штат Керала, Хайдерабад и Дели) в поисках лучшей перспективы трудоустройства. Некоторые из них мигрировали за пределы Индии в зарубежные страны: Северную Америку (США и Канада), на Ближний Восток (Дубай, ОАЭ и Маскат в Омане), а также Великобританию.

## Основной вид занятости
По широко распространённому мнению, кофе, как сельскохозяйственная культура, был ввезён в западные штаты Индии из йеменского порта Мокка в 16 веке. Через некоторое время после его введения выращиванием кофе был охвачен весь район Кодагу на западе штата Карнатака. После британской аннексии Кодагу в 1834 году, многие европейские плантаторы стали селиться в лесистых горах, чтобы культивировать кофе. Это резко изменило экологическую структуру района и экономические структуры в обществе Кодава, основным занятием которых с тех пор является выращивание кофе. Сегодня более чем треть всего индийского кофе производится в районе Кодагу, что делает его наиболее важным регионом выращивания кофе в Индии, пятой по величине страны-производителя кофе в мире.